# Stichting Pastoraat Werkers Overzee
Stichting Pastoraat Werkers Overzee (SPWO) is een Nederlandse, christelijke stichting die in 1979 in Sliedrecht is opgericht door onder anderen Rinus Grashoff.
Het doel was om de baggeraars in het buitenland te bezoeken. In het prille begin van de stichting werden er steeds afzonderlijke dominees en pastores uitgezonden, maar de laatste 22 jaar hebben achtereenvolgens Jabuk Koopmans, Henry Bouwman, Toon van de Sande en de huidige Pastor Stefan Francke het werk verricht. Het motto van de stichting veranderde van "In Nederland wordt aan u gedacht!" in "Meer dan zand alleen".
De internationalisering van de werkers op de baggervloot heeft het karakter van het werk veranderd. Aandacht voor interculturele communicatie is een extra aandachtspunt geworden. Ook wordt de pastor uitgezonden na ongevallen. Dan is zijn werk het leven aan boord te delen en mensen die een mogelijk risico van posttraumatische stress lopen door te verwijzen naar professionele hulpverlening.
De SPWO wordt financieel door de waterbouwbranche en door bedrijven als Boskalis en Van Oord ondersteund. De SPWO werkt internationaal samen met andere vormen van pastoraat voor zeevarenden in de International Christian Maritime Association (ICMA).